# Frank Carlucci
Frank Charles Carlucci III (Scranton (Pennsylvania), 18 oktober 1930 – McLean (Virginia), 3 juni 2018) was een Amerikaans politicus van de Republikeinse Partij. 
Hij diende als de 16e minister van Defensie onder president Ronald Reagan van 1987 tot 1989. Voordien was hij van 1986 tot 1987 al de 15e nationaal veiligheidsadviseur voor Reagan geweest.
Voor Carlucci de politiek in ging was hij diplomaat. In 1961 werkte hij op de Amerikaanse ambassade in Congo-Kinshasa, formeel als tweede secretaris, maar eigenlijk als CIA-agent. In de film "Lumumba" van Raoul Peck uit 2000 wordt beweerd dat Carlucci in die tijd betrokken was bij de moord op Patrice Lumumba, wat door hem fel ontkend werd. Hij spande een rechtszaak aan waarna in de Verenigde Staten zijn naam uit de film moest worden verwijderd.
- CiNii: DA13768122
- Gemeinsame Normdatei: 171025733
- International Standard Name Identifier: 0000 0000 8480 6327
- Library of Congress Control Number: n81019937
- National Archives and Records Administration: 10569959
- Nationale Bibliotheek van Israël: 987007316581705171
- Nederlandse Thesaurus van Auteursnamen: 323969046
- SNAC: w6b9372z
- Système universitaire de documentation: 130726273
- Virtual International Authority File: 117859954
- WorldCat: E39PBJvmGm4hJ9WHgwQWVPGmBP